# Чемпіонат світу з важкої атлетики
Перший чемпіонат світу з важкої атлетики відбувся у 1891 році в Лондоні (Велика Британія). У ньому взяло участь 7 атлетів з 6 країн.
У 1905 році вперше на чемпіонатах світу були введені вагові категорії. Атлети були поділені на три категорії: до 70 кг (легка вага), до 80 кг (середня вага) і понад 80 кг (важка вага).
На початку XX століття чемпіонати світу з важкої атлетики проводилися протягом одного року кілька разів: у 1905 році — тричі, в 1910 році — двічі, в 1911 році — чотири рази. З 1920 року проводяться особисто-командні чемпіонати світу.
З 1949 по 1989 роки у рамках більшості чемпіонатів світу, що проходили на європейському континенті, проводилися також чемпіонати Європи. У 1964, 1968, 1972, 1980 і 1984 рр. чемпіонати світу з важкої атлетики проводилися в рамках літніх Олімпійських ігор. Пізніше в роки проведення літніх Олімпійських ігор чемпіонати світу не проводилися.
У чоловіків за всю історію проведення чемпіонатів світу найбільшу кількість медалей завоювали атлети Радянського Союзу — 632: 331 золоту, 208 срібних і 93 бронзових медалей.

## Чемпіонати світу

### Чоловіки
| Чемпіонат        | Дата                    | Рік  | Місце проведення                        |
| ---------------- | ----------------------- | ---- | --------------------------------------- |
| 1-й чемпіонат    | 28 березня              | 1891 | Лондон, Велика Британія                 |
| 2-й чемпіонат    | 31 липня — 1 серпня     | 1898 | Відень, Австро-Угорщина                 |
| 3-й чемпіонат    | 4 — 5 квітня            | 1899 | Мілан, Італія                           |
| 4-й чемпіонат    | 1 — 3 жовтня            | 1903 | Париж, Франція                          |
| 5-й чемпіонат    | 18 квітня               | 1904 | Відень, Австро-Угорщина                 |
| 6-й чемпіонат    | 8 — 10 квітня           | 1905 | Берлін, Німеччина                       |
| 7-й чемпіонат    | 11 — 13 червня          | 1905 | Дуйсбург, Німеччина                     |
| 8-й чемпіонат    | 16 — 30 грудня          | 1905 | Париж, Франція                          |
| 9-й чемпіонат    | 18 березня              | 1906 | Лілль, Франція                          |
| 10-й чемпіонат   | 19 травня               | 1907 | Франкфурт-на-Майні, Німеччина           |
| 11-й чемпіонат   | 8 — 9 грудня            | 1908 | Відень, Австро-Угорщина                 |
| 12-й чемпіонат   | 3 жовтня і 2 грудня     | 1909 | Відень, Австро-Угорщина                 |
| 13-й чемпіонат   | 4 — 6 червня            | 1910 | Дюссельдорф, Німеччина                  |
| 14-й чемпіонат   | 9 — 10 жовтня           | 1910 | Відень, Австро-Угорщина                 |
| 15-й чемпіонат   | 29 — 30 квітня          | 1911 | Штутгарт, Німеччина                     |
| 16-й чемпіонат   | 13 — 14 травня          | 1911 | Берлін, Німеччина                       |
| 17-й чемпіонат   | 26 червня               | 1911 | Дрезден, Німеччина                      |
| 18-й чемпіонат   | 29 — 2 липня            | 1911 | Відень, Австро-Угорщина                 |
| 19-й чемпіонат   | 28 — 29 липня           | 1913 | Бреслау, Німеччина                      |
| 20-й чемпіонат   | 4 — 8 вересня           | 1920 | Відень, Австрія                         |
| 21-й чемпіонат   | 29 — 30 квітня          | 1922 | Таллінн, Естонія                        |
| 22-й чемпіонат   | 8 — 9 вересня           | 1923 | Відень, Австрія                         |
| 23-й чемпіонат   | 10 — 12 вересня         | 1937 | Париж, Франція                          |
| 24-й чемпіонат   | 21 — 23 жовтня          | 1938 | Відень, Австрія                         |
| 25-й чемпіонат   | 18 — 19 жовтня          | 1946 | Париж, Франція                          |
| 26-й чемпіонат   | 26 — 27 вересня         | 1947 | Філадельфія, США                        |
| 27-й чемпіонат*  | 4 — 6 вересня           | 1949 | Схевенінген, Нідерланди                 |
| 28-й чемпіонат*  | 13 — 15 жовтня          | 1950 | Париж, Франція                          |
| 29-й чемпіонат*  | 26 — 28 жовтня          | 1951 | Мілан, Італія                           |
| 30-й чемпіонат*  | 26 — 30 серпня          | 1953 | Стокгольм, Швеція                       |
| 31-й чемпіонат*  | 7 — 10 жовтня           | 1954 | Відень, Австрія                         |
| 32-й чемпіонат*  | 12 — 16 жовтня          | 1955 | Мюнхен, ФРН                             |
| 33-й чемпіонат   | 8 — 12 листопада        | 1957 | Тегеран, Іран                           |
| 34-й чемпіонат*  | 16 — 21 вересня         | 1958 | Стокгольм, Швеція                       |
| 35-й чемпіонат*  | 29 вересня — 4 жовтня   | 1959 | Варшава, Польща                         |
| 36-й чемпіонат*  | 20 — 25 вересня         | 1961 | Відень, Австрія                         |
| 37-й чемпіонат*  | 16 — 22 вересня         | 1962 | Будапешт, Угорщина                      |
| 38-й чемпіонат*  | 7 — 13 вересня          | 1963 | Стокгольм, Швеція                       |
| 39-й чемпіонат** | 11 — 18 жовтня          | 1964 | Токіо, Японія                           |
| 40-й чемпионат   | 27 жовтня — 3 листопада | 1965 | Тегеран, Іран                           |
| 41-й чемпіонат*  | 15 — 21 жовтня          | 1966 | Східний Берлін, НДР                     |
| 42-й чемпіонат** | 13 — 19 жовтня          | 1968 | Мехіко, Мексика                         |
| 43-й чемпіонат*  | 20 — 28 вересня         | 1969 | Варшава, Польща                         |
| 44-й чемпіонат   | 12 — 20 вересня         | 1970 | Колумбус, США                           |
| 45-й чемпіонат   | 18 — 26 вересня         | 1971 | Ліма, Перу                              |
| 46-й чемпіонат** | 27 — 6 вересня          | 1972 | Мюнхен, ФРН                             |
| 47-й чемпіонат   | 15 — 23 вересня         | 1973 | Гавана, Куба                            |
| 48-й чемпіонат   | 21 — 29 вересня         | 1974 | Маніла, Філіппіни                       |
| 49-й чемпіонат*  | 15 — 23 вересня         | 1975 | Москва, СРСР                            |
| 50-й чемпіонат** | 18 — 27 липня           | 1976 | Монреаль, Канада                        |
| 51-й чемпіонат*  | 17 — 25 вересня         | 1977 | Мюнхен, ФРН                             |
| 52-й чемпіонат   | 4 — 8 жовтня            | 1978 | Геттісбург, США                         |
| 53-й чемпіонат   | 3 — 11 листопада        | 1979 | Салоніки, Греція                        |
| 54-й чемпіонат** | 20 — 30 липня           | 1980 | Москва, СРСР                            |
| 55-й чемпіонат*  | 13 — 20 вересня         | 1981 | Лілль, Франція                          |
| 56-й чемпіонат*  | 18 — 26 вересня         | 1982 | Любляна, Югославія                      |
| 57-й чемпіонат*  | 22 — 31 жовтня          | 1983 | Москва, СРСР                            |
| 58-й чемпіонат** | 27 липня — 8 серпня     | 1984 | Лос-Анджелес, США                       |
| 59-й чемпіонат   | 23 серпня — 1 листопада | 1985 | Седертельє, Швеція                      |
| 60-й чемпіонат   | 8 — 15 листопада        | 1986 | Софія, Болгарія                         |
| 61-й чемпіонат   | 6 — 13 вересня          | 1987 | Острава, Чехословаччина                 |
| 62-й чемпіонат*  | 16 — 23 вересня         | 1989 | Афіни, Греція                           |
| 63-й чемпіонат   | 10 — 18 листопада       | 1990 | Будапешт, Угорщина                      |
| 64-й чемпіонат   | 27 вересня — 6 жовтня   | 1991 | Донауешінген, Німеччина                 |
| 65-й чемпіонат   | 11 — 21 листопада       | 1993 | Мельбурн, Австралія                     |
| 66-й чемпіонат   | 17 — 27 листопада       | 1994 | Стамбул, Туреччина                      |
| 67-й чемпіонат   | 17 — 26 листопада       | 1995 | Гуанчжоу, Китай                         |
| 68-й чемпіонат   | 6 — 14 грудня           | 1997 | Чіангмай, Таїланд                       |
| 69-й чемпіонат   | 10 — 15 листопада       | 1998 | Лахті, Фінляндія                        |
| 70-й чемпіонат   | 21 — 28 листопада       | 1999 | Пірей, Греція                           |
| 71-й чемпіонат   | 4 — 11 листопада        | 2001 | Анталія, Туреччина                      |
| 72-й чемпіонат   | 18 — 26 листопада       | 2002 | Варшава, Польща                         |
| 73-й чемпіонат   | 14 — 22 листопада       | 2003 | Ванкувер, Канада                        |
| 74-й чемпіонат   | 9 — 17 листопада        | 2005 | Доха, Катар                             |
| 75-й чемпіонат   | 30 вересня — 7 жовтня   | 2006 | Санто-Домінго, Домініканська Республіка |
| 76-й чемпіонат   | 16 — 26 вересня         | 2007 | Чіангмай, Таїланд                       |
| 77-й чемпіонат   | 17 — 27 листопада       | 2009 | Коян, Південна Корея                    |
| 78-й чемпіонат   | 18 — 30 вересня         | 2010 | Анталія, Туреччина                      |
| 79-й чемпіонат   | 9 — 19 листопада        | 2011 | Париж, Франція                          |
| 80-й чемпіонат   | 20 — 27 жовтня          | 2013 | Варшава, Польща                         |
| 81-й чемпіонат   | 8 — 16 листопада        | 2014 | Алмати, Казахстан                       |
| 82-й чемпіонат   | 20 — 29 листопада       | 2015 | Х'юстон, США                            |
| 83-й чемпіонат   | 28 листопада — 5 грудня | 2017 | Анахайм, США                            |

### Жінки
| Чемпіонат      | Дата                    | Рік  | Місце проведення                        |
| -------------- | ----------------------- | ---- | --------------------------------------- |
| 1-й чемпіонат  | 30 жовтня — 1 листопада | 1987 | Дейтона-Біч, США                        |
| 2-й чемпіонат  | 2 — 4 грудня            | 1988 | Джакарта, Індонезія                     |
| 3-й чемпіонат  | 24 — 26 листопада       | 1989 | Манчестер, Велика Британія              |
| 4-й чемпіонат  | 26 травня — 3 червня    | 1990 | Сараєво, Югославія                      |
| 5-й чемпіонат  | 27 вересня — 5 жовтня   | 1991 | Донауешінген, Німеччина                 |
| 6-й чемпіонат  | 16 — 24 травня          | 1992 | Варна, Болгарія                         |
| 7-й чемпіонат  | 11 — 21 листопада       | 1993 | Мельбурн, Австралія                     |
| 8-й чемпіонат  | 17 — 27 листопада       | 1994 | Стамбул, Туреччина                      |
| 9-й чемпіонат  | 17 — 26 листопада       | 1995 | Гуанчжоу, Китай                         |
| 10-й чемпіонат | 3 — 11 травня           | 1996 | Варшава, Польща                         |
| 11-й чемпіонат | 6 — 14 грудня           | 1997 | Чіангмай, Таїланд                       |
| 12-й чемпіонат | 10 — 15 листопада       | 1998 | Лахті, Фінляндія                        |
| 13-й чемпіонат | 21 — 28 листопада       | 1999 | Афіни, Греція                           |
| 14-й чемпіонат | 4 — 11 листопада        | 2001 | Анталія, Туреччина                      |
| 15-й чемпіонат | 18 — 26 листопада       | 2002 | Варшава, Польща                         |
| 16-й чемпіонат | 14 — 22 листопада       | 2003 | Ванкувер, Канада                        |
| 17-й чемпіонат | 9 — 17 листопада        | 2005 | Доха, Катар                             |
| 18-й чемпіонат | 30 вересня — 7 жовтня   | 2006 | Санто-Домінго, Домініканська Республіка |
| 19-й чемпіонат | 16 — 26 вересня         | 2007 | Чіангмай, Таїланд                       |
| 20-й чемпіонат | 17 — 27 листопада       | 2009 | Коян, Південна Корея                    |
| 21-й чемпіонат | 18 — 30 вересня         | 2010 | Анталія, Туреччина                      |
| 22-й чемпіонат | 9 — 19 жовтня           | 2011 | Париж, Франція                          |
| 80-й чемпіонат | 20 — 27 жовтня          | 2013 | Варшава, Польща                         |
| 81-й чемпіонат | 8 — 16 листопада        | 2014 | Алмати, Казахстан                       |
| 82-й чемпіонат | 20 — 29 листопада       | 2015 | Х'юстон, США                            |
| 83-й чемпіонат | 28 листопада — 5 грудня | 2017 | Анахайм, США                            |

| *  | — чемпіонати світу, в рамках яких проводилися також чемпіонати Європи |
| ** | — чемпіонати світу, проведені в рамках літніх Олімпійських Ігор       |

## Медальний залік
| Місце  | Країна                   | Золото | Срібло | Бронза | Загалом |
| ------ | ------------------------ | ------ | ------ | ------ | ------- |
| 1      | КНР                      | 154    | 68     | 33     | 255     |
| 2      | СРСР                     | 151    | 90     | 33     | 274     |
| 3      | Болгарія                 | 79     | 81     | 63     | 223     |
| 4      | США                      | 39     | 49     | 29     | 117     |
| 5      | Росія                    | 32     | 43     | 29     | 104     |
| 6      | Австрія                  | 32     | 27     | 31     | 90      |
| 7      | Німеччина                | 27     | 39     | 30     | 96      |
| 8      | Польща                   | 25     | 36     | 56     | 117     |
| 9      | Іран                     | 18     | 8      | 24     | 50      |
| 10     | Туреччина                | 14     | 19     | 14     | 47      |
| 11     | Угорщина                 | 11     | 38     | 42     | 91      |
| 12     | Китайський Тайбей        | 11     | 19     | 23     | 53      |
| 13     | Греція                   | 10     | 15     | 11     | 36      |
| 14     | Японія                   | 10     | 11     | 26     | 47      |
| 15     | Казахстан                | 10     | 3      | 5      | 18      |
| 16     | Єгипет                   | 9      | 9      | 11     | 29      |
| 17     | Куба                     | 8      | 4      | 11     | 23      |
| 18     | Франція                  | 7      | 11     | 18     | 36      |
| 19     | Україна                  | 7      | 5      | 16     | 28      |
| 20     | Південна Корея           | 6      | 15     | 20     | 41      |
| 21     | Північна Корея           | 6      | 13     | 15     | 34      |
| 22     | Білорусь                 | 6      | 5      | 6      | 17      |
| 23     | Румунія                  | 5      | 13     | 10     | 28      |
| 24     | Велика Британія          | 5      | 3      | 9      | 17      |
| 25     | НДР                      | 4      | 19     | 29     | 52      |
| 26     | Швейцарія                | 4      | 4      | 2      | 10      |
| 27     | Фінляндія                | 4      | 2      | 10     | 16      |
| 28     | Катар                    | 4      | 1      | 3      | 8       |
| 29     | Таїланд                  | 3      | 10     | 12     | 25      |
| 30     | Чехословаччина           | 3      | 3      | 15     | 21      |
| 31     | Естонія                  | 3      | 3      | 6      | 12      |
| 32     | Індія                    | 2      | 8      | 5      | 15      |
| 33     | Вірменія                 | 2      | 6      | 6      | 14      |
| 34     | Індонезія                | 2      | 5      | 9      | 16      |
| 35     | Колумбія                 | 2      | 5      | 4      | 11      |
| 36     | Азербайджан              | 2      | 2      | 3      | 7       |
| 37     | Італія                   | 1      | 5      | 7      | 13      |
| 38     | Австралія                | 1      | 3      | 4      | 8       |
| 39     | Норвегія                 | 1      | 3      | 0      | 4       |
| 40     | Канада                   | 1      | 2      | 4      | 7       |
| 40     | Латвія                   | 1      | 2      | 4      | 7       |
| 42     | Грузія                   | 1      | 2      | 0      | 3       |
| 43     | Швеція                   | 1      | 1      | 6      | 8       |
| 44     | Словаччина               | 1      | 0      | 1      | 2       |
| 44     | Узбекистан               | 1      | 0      | 1      | 2       |
| 46     | Туркменістан             | 1      | 0      | 0      | 1       |
| 47     | Бельгія                  | 0      | 4      | 3      | 7       |
| 48     | Данія                    | 0      | 3      | 0      | 3       |
| 49     | Нідерланди               | 0      | 2      | 0      | 2       |
| 50     | Нігерія                  | 0      | 1      | 3      | 4       |
| 50     | Іспанія                  | 0      | 1      | 3      | 4       |
| 52     | Молдова                  | 0      | 1      | 2      | 3       |
| 53     | Аргентина                | 0      | 1      | 1      | 2       |
| 53     | Еквадор                  | 0      | 1      | 1      | 2       |
| 55     | Хорватія                 | 0      | 1      | 0      | 1       |
| 55     | Гаяна                    | 0      | 1      | 0      | 1       |
| 55     | Ліван                    | 0      | 1      | 0      | 1       |
| 58     | М'янма                   | 0      | 0      | 5      | 5       |
| 59     | Домініканська Республіка | 0      | 0      | 3      | 3       |
| 59     | В'єтнам                  | 0      | 0      | 3      | 3       |
| 61     | Ірак                     | 0      | 0      | 1      | 1       |
| 61     | Макао                    | 0      | 0      | 1      | 1       |
| 61     | Мексика                  | 0      | 0      | 1      | 1       |
| 61     | Туніс                    | 0      | 0      | 1      | 1       |
| 61     | Венесуела                | 0      | 0      | 1      | 1       |
| Всього | Всього                   | 727    | 727    | 725    | 2179    |

## All-time medal table (Big and Small Table)
All-time Big (total) and Small (Snatch and Clean & Jerk and Press) medal count below is until the 2017 World Weightlifting Championships.
| Місце | Країна                       | Золото | Срібло | Бронза | Загалом |
| ----- | ---------------------------- | ------ | ------ | ------ | ------- |
| 1     | КНР                          | 494    | 223    | 126    | 843     |
| 2     | СРСР                         | 331    | 208    | 93     | 632     |
| 3     | Болгарія                     | 222    | 219    | 174    | 625     |
| 4     | Росія                        | 114    | 132    | 89     | 335     |
| 5     | Польща                       | 64     | 98     | 122    | 284     |
| 6     | США                          | 54     | 78     | 71     | 203     |
| 7     | Німеччина                    | 49     | 57     | 50     | 156     |
| 8     | Туреччина                    | 46     | 53     | 39     | 138     |
| 9     | Іран                         | 44     | 33     | 44     | 121     |
| 10    | Угорщина                     | 39     | 89     | 107    | 235     |
| 11    | Північна Корея               | 37     | 49     | 48     | 134     |
| 12    | Китайський Тайбей            | 35     | 66     | 71     | 172     |
| 13    | Казахстан                    | 35     | 22     | 27     | 84      |
| 14    | Австрія                      | 32     | 27     | 34     | 93      |
| 15    | Греція                       | 26     | 43     | 42     | 111     |
| 16    | Куба                         | 26     | 20     | 36     | 82      |
| 17    | Японія                       | 23     | 47     | 70     | 140     |
| 18    | Білорусь                     | 23     | 15     | 27     | 65      |
| 19    | НДР                          | 20     | 61     | 70     | 151     |
| 20    | Південна Корея               | 19     | 49     | 64     | 132     |
| 21    | Румунія                      | 19     | 25     | 37     | 81      |
| 22    | Таїланд                      | 17     | 39     | 39     | 95      |
| 23    | Україна                      | 16     | 24     | 41     | 81      |
| 24    | Єгипет                       | 15     | 14     | 21     | 50      |
| 25    | Грузія                       | 13     | 5      | 5      | 23      |
| 26    | Колумбія                     | 12     | 20     | 23     | 55      |
| 27    | Фінляндія                    | 12     | 11     | 22     | 45      |
| 28    | Франція                      | 11     | 21     | 34     | 66      |
| 29    | Катар                        | 10     | 5      | 9      | 24      |
| 30    | Вірменія                     | 9      | 14     | 24     | 37      |
| 31    | Індія                        | 7      | 26     | 15     | 48      |
| 32    | Азербайджан                  | 7      | 6      | 5      | 18      |
| 33    | Індонезія                    | 6      | 15     | 29     | 50      |
| 34    | Узбекистан                   | 6      | 6      | 5      | 17      |
| 35    | Чехословаччина               | 5      | 14     | 40     | 59      |
| 36    | В'єтнам                      | 5      | 8      | 10     | 23      |
| 37    | Велика Британія              | 5      | 7      | 20     | 32      |
| 38    | Австралія                    | 5      | 7      | 12     | 24      |
| 39    | Норвегія                     | 5      | 5      | 4      | 14      |
| 40    | Швейцарія                    | 5      | 5      | 3      | 13      |
| 41    | Естонія                      | 4      | 5      | 6      | 15      |
| 42    | Чилі                         | 4      | 1      | 0      | 5       |
| 43    | Італія                       | 3      | 10     | 15     | 28      |
| 44    | Бельгія                      | 3      | 8      | 4      | 15      |
| 45    | Іспанія                      | 3      | 4      | 13     | 20      |
| 46    | Швеція                       | 3      | 4      | 10     | 17      |
| 47    | М'янма                       | 3      | 2      | 8      | 13      |
| 48    | Словаччина                   | 3      | 1      | 4      | 8       |
| 49    | Латвія                       | 2      | 5      | 13     | 20      |
| 50    | Туркменістан                 | 2      | 4      | 3      | 9       |
| 51    | Албанія                      | 2      | 2      | 1      | 5       |
| 52    | Канада                       | 1      | 8      | 8      | 17      |
| 53    | Нігерія                      | 1      | 4      | 9      | 14      |
| 54    | Еквадор                      | 1      | 4      | 8      | 13      |
| 55    | Молдова                      | 1      | 3      | 5      | 9       |
| 56    | Литва                        | 1      | 3      | 2      | 6       |
| 57    | Філіппіни                    | 1      | 1      | 6      | 8       |
| 58    | Венесуела                    | 1      | 1      | 2      | 4       |
| 59    | Хорватія                     | 0      | 4      | 0      | 4       |
| 60    | Домініканська Республіка     | 0      | 3      | 7      | 10      |
| 61    | Данія                        | 0      | 3      | 0      | 3       |
| 62    | Ліван                        | 0      | 2      | 2      | 4       |
| 63    | Нідерланди                   | 0      | 2      | 0      | 2       |
| 64    | Нова Зеландія                | 0      | 2      | 0      | 2       |
| 65    | Мексика                      | 0      | 1      | 6      | 7       |
| 66    | Аргентина                    | 0      | 1      | 1      | 2       |
| 67    | Пуерто-Рико                  | 0      | 1      | 1      | 2       |
| 68    | Науру                        | 0      | 2      | 0      | 2       |
| 69    | Федеративні Штати Мікронезії | 0      | 1      | 0      | 1       |
| 70    | Гаяна                        | 0      | 1      | 0      | 1       |
| 71    | Макао                        | 0      | 0      | 3      | 3       |
| 72    | Туніс                        | 0      | 0      | 3      | 3       |
| 73    | СНД                          | 0      | 0      | 1      | 1       |
| 74    | Ірак                         | 0      | 0      | 1      | 1       |
| 75    | Ізраїль                      | 0      | 0      | 1      | 1       |
| 76    | Монголія                     | 0      | 0      | 1      | 1       |
| Total | Total                        | 1966   | 1962   | 1960   | 5888    |

- Source :
- http://www.iwf.net/doc/statistics/WORLD_CHAMP_SENIOR_001_146.PDF - Page 80 - 82
- From 2009 to 2017 medals add from wikipedia pages (IWF Results Page).